# رياضيات بحتة
الرياضيات البحتة أو الرياضيات الخالصة هي دراسة المفاهيم الرياضية بشكل مستقل عن أي تطبيق خارج الرياضيات. قد تنشأ هذه المفاهيم في اهتمامات العالم الحقيقي، وقد تتحول النتائج التي تم الحصول عليها لاحقًا إلى فائدة للتطبيقات العملية، لكن علماء الرياضيات البحتين ليسوا مدفوعين أساسًا بهذه التطبيقات. بدلاً من ذلك، يُعزى النداء إلى التحدي الفكري والجمال المتمثل في تحديد النتائج المنطقية للمبادئ الأساسية.
على الرغم من وجود الرياضيات البحتة كنشاط منذ اليونان القديمة على الأقل، فقد تم تطوير المفهوم في حوالي عام 1900، بعد إدخال النظريات بخصائص مضادة للحدس (مثل الهندسة غير الإقليدية ونظرية كانتور للمجموعات اللانهائية)، واكتشاف التناقضات الواضحة (مثل الوظائف المستمرة التي لا يمكن تمييزها في أي مكان، ومفارقة راسل). قدم هذه الحاجة إلى تجديد مفهوم الصرامة الرياضية وإعادة كتابة جميع الرياضيات وفقا لذلك، مع الاستخدام المنهجي للطرق البديهية. أدى ذلك إلى تركيز العديد من علماء الرياضيات على الرياضيات من أجل مصلحتها، أي الرياضيات البحتة.
ومع ذلك، بقيت جميع النظريات الرياضية تقريبًا مدفوعة بمشاكل قادمة من العالم الواقعي أو من نظريات رياضية أقل تجريدا. أيضًا، تم استخدام العديد من النظريات الرياضية، والتي بدت أنها رياضيات خالصة تمامًا، في النهاية في المجالات التطبيقية، ولا سيما الفيزياء وعلوم الحاسوب. ومن الأمثلة المبكرة الشهيرة على ذلك، إظهار إسحاق نيوتن أن قانون الجاذبية العالمي الخاص به يعني ضمناً أن الكواكب تتحرك في مدارات ذات أجزاء مخروطية، منحنيات هندسية درسها أبلونيوس البرغاوي في العصور القديمة. مثال آخر هو مشكلة تقسيم أعداد صحيحة كبيرة، والتي هي أساس نظام تشفير RSA، المستخدم على نطاق واسع لتأمين اتصالات الإنترنت.
ويترتب على ذلك، في الوقت الحالي، أن التمييز بين الرياضيات البحتة والتطبيقية هو وجهة نظر فلسفية أو تفضيل عالم رياضيات أكثر من كونه تقسيمًا جامدًا للرياضيات. على وجه الخصوص، ليس من غير المألوف أن يصف بعض أعضاء قسم الرياضيات التطبيقية أنفسهم بأنهم علماء رياضيات بحتيين.

## التاريخ

### اليونان القديمة
كان علماء الرياضيات اليونانيون القدماء من أوائل من يميزون بين الرياضيات البحتة والتطبيقية. ساعد أفلاطون في خلق الفجوة بين «الحسابيات»، وتسمى الآن نظرية الأعداد، و«اللوجستية»، التي تسمى الآن علم الحساب. اعتبر أفلاطون أن اللوجيستية (الحساب) مناسبة لرجال الأعمال ورجال الحرب الذين «يجب عليهم تعلم فن الأرقام أو أنهم لن يعرفوا كيف يصفون قواتهم» والحساب (نظرية الأعداد) على النحو المناسب للفلاسفة «لأن عليهم أن يخرجوا من بحر التغيير وأن يثبتوا وجودهم الحقيقي.» عندما سئل أحد تلاميذه عن أحد طلابه عن الفائدة من دراسة الهندسة، طلب من عبده إعطاء الطالب ثلاثة بنسات، «لأنه يجب عليه أن يربح ما يتعلمه.» سُئل عالم الرياضيات اليوناني أبلونيوس البرغاوي في بيرغا عن فائدة بعض نظرياته في الكتاب الرابع للمخروطيات والتي أكد عليها بفخر:
«إنهم يستحقون القبول من أجل التظاهر بأنفسهم، بنفس الطريقة التي نقبل بها أشياء أخرى كثيرة في الرياضيات لهذا وليس لأي سبب آخر.»
ونظرًا لأن العديد من نتائجه لم تكن قابلة للتطبيق على العلوم أو الهندسة في عصره، جادل أبلونيوس البرغاوي أيضًا في مقدمة الكتاب الخامس للمخروطيات أن الموضوع هو أحد تلك النتائج التي «تبدو جديرة بالدراسة من أجلها.»

### القرن التاسع عشر
مصطلح الأستاذية في الرياضيات البحتة، التي تأسس المصطلح (كأستاذ) في منتصف القرن التاسع عشر. ربما نشأت فكرة الانضباط المنفصل للرياضيات البحتة في ذلك الوقت. لم يقدم جيل غاوس تمييزًا شاملاً من هذا النوع، بين الرياضيات البحتة والتطبيقية. في السنوات التالية، بدأ التخصص والاحتراف (خاصة في منهج كارل ويرستراس في التحليل الرياضي) في جعل الفجوة أكثر وضوحًا.

### القرن العشرين
في بداية القرن العشرين، تبنى علماء الرياضيات الطريقة البديهية، التي تأثرت بقوة بمثال ديفيد هيلبرت. بدت الصيغة المنطقية للرياضيات البحتة التي اقترحها برتراند راسل من حيث الهيكل الكمي للاقتراحات أكثر فأكثر منطقية، حيث أصبحت أجزاء كبيرة من الرياضيات بديهية ومن ثم تخضع لمعايير بسيطة لإثبات صارم.
الرياضيات البحتة، وفقًا لوجهة نظر يمكن أن تُنسب إلى مجموعة بورباكي. أصبح عالم الرياضيات البحتة مهنة معترف بها، ويمكن تحقيقه من خلال التدريب.
تم توضيح أن الرياضيات البحتة مفيدة في التعليم الهندسي:
«هناك تدريب في عادات الفكر ووجهات النظر والفهم الفكري للمشاكل الهندسية العادية، والتي يمكن أن تعطيها دراسة الرياضيات العليا فقط.»

## التعميم والتجريد
تعتبر فكرة التعميم واحدة من أهم المفاهيم في الرياضيات البحتة؛ فعادة ما تتجه الرياضيات البحتة نحو مزيد من التعميم. للتعميم مظاهر عديدة مختلفة، مثل النظريات التي تثبت الضعف في ظل الافتراضات، أو تحديد الهياكل الرياضية باستخدام عدد أقل من الافتراضات. ورغم أن التعميم في بعض الأحيان، أو السعي لقيمتها في ذاتها، تشمل استخدامات ومزايا التعميم ما يلي:
- يمكن أن يؤدي تعميم نظريات الهياكل الرياضية إلى فهم أعمق للنظريات أو الهياكل الأصلية.
- يمكن للتعميم تبسيط عرض المواد، مما يؤدي إلى الحصول على أدلة أو حجج أقصر يسهل متابعتها.
- يمكن للمرء استخدام التعميم لتجنب ازدواجية الجهد، أو إثبات نتيجة عامة بدلاً من الاضطرار إلى إثبات حالات منفصلة بشكل مستقل، أو استخدام نتائج من مجالات أخرى في الرياضيات.
- يمكن للتعميم تسهيل الروابط بين مختلف فروع الرياضيات. نظرية الأصناف هي واحدة من مجالات الرياضيات مكرسة لاستكشاف هذه القواسم المشتركة للبنية كما تسهم في بعض مجالات الرياضيات.

غالبًا ما يُنظر إلى التعميم على أنه عائق أمام الحدس، على الرغم من أنه يمكن أن يعمل بالتأكيد كعامل مساعد له، خاصةً عندما يوفر تشبيهات لمادة ذات حدس جيد بالفعل.
وكمثال رئيسي على التعميم، تضمن برنامج إرلنغن لتوسيع الهندسة لاستيعاب الأشكال الهندسية غير الإقليدية بالإضافة إلى مجال الطوبولوجيا، وأشكال أخرى من الهندسة، من خلال عرض الهندسة باعتبارها دراسة الفضاء مع مجموعة من التحولات. تمتد دراسة الأعداد، التي تسمى الجبر في مستوى المرحلة الجامعية الأولى، لتشمل الجبر المجرد على مستوى أكثر تقدمًا؛ ودراسة الدوال، تسمى حساب التفاضل والتكامل على مستوى طلاب الكلية يصبح التحليل الرياضي والتحليل الدالي على مستوى أكثر تقدما. لكل فرع من فروع الرياضيات التجريدية هذه العديد من التخصصات الفرعية، وهناك في الواقع العديد من الروابط بين الرياضيات البحتة وتخصصات الرياضيات التطبيقية. شوهد ارتفاع حاد في التجريد في منتصف القرن العشرين.

## الصفائية
لطالما كان لدى علماء الرياضيات آراء مختلفة فيما يتعلق بالتمييز بين الرياضيات البحتة والتطبيقية. يمكن العثور على أحد الأمثلة الحديثة الأكثر شهرة (ولكن ربما يساء فهمها) لهذا النقاش في «دفاع رياضياتي» لغودفري هارولد هاردي.
ويعتقد على نطاق واسع أن هاردي يعتبر الرياضيات التطبيقية قبيحة ومملة. على الرغم من أن هاردي فضل الرياضيات البحتة، والتي غالباً ما قارنها بالطلاء والشعر، رأى هاردي أن التمييز بين الرياضيات البحتة والتطبيقية هو ببساطة أن الرياضيات التطبيقية سعت إلى التعبير عن الحقيقة الجسدية في إطار رياضي، في حين أن الرياضيات البحتة عبرت عن حقائق مفادها أن كانت مستقلة عن العالم المادي. قام هاردي بتمييز منفصل في الرياضيات بين ما أسماه «الرياضيات الحقيقية»، والتي لها قيمة جمالية دائمة، و«الأجزاء الباهتة والعناصر الأولية للرياضيات» التي لها فائدة عملية.
اعتبر هاردي أن بعض علماء الفيزياء، مثل أينشتاين وديراك، كانوا من بين علماء الرياضيات «الحقيقيين»، ولكن في الوقت الذي كان يكتب فيه مقالته، اعتبر أيضًا النسبية العامة وميكانيكا الكم «غير مجدية»، مما سمح له بالاحتفاظ بهذا الرأي القائل بأن الرياضيات «المملة» فقط كانت مفيدة. علاوة على ذلك، اعترف هاردي لفترة وجيزة أنه كما جاء تطبيق نظرية المصفوفة ونظرية الزمر على الفيزياء -بشكل غير متوقع- قد يأتي الوقت الذي قد تكون فيه بعض أنواع الرياضيات الجميلة «الحقيقية» مفيدة أيضًا.

## وصلات خارجية
- ما هي الرياضيات البحتة؟
- قسم الرياضيات البحتة، جامعة واترلو
- ما هي الرياضيات البحتة؟
- المبادئ من جانب الرياضيات برتراند راسل